# Drvenik (Gradac)
Drvenik ist ein kroatischer Ort in Süddalmatien. Es liegt an der Jadranska Magistrala, der adriatischen Küstenstraße, in der Makarska Riviera, ist Teil der Gemeinde Gradac und hat Fährverbindungen zu den Inseln Hvar und Korčula.
Drvenik hat rund 500 Einwohner und besteht aus zwei Teilen, dem nördlicheren Donji Drvenik mit dem Fährhafen und dem südlicheren Gornji Drvenik, die in zwei rund einen Kilometer voneinander entfernten Buchten liegen.